# Нікатор жовтогорлий
Нікатор жовтогорлий (Nicator vireo) — вид горобцеподібних птахів родини Nicatoridae.

## Поширення
Вид поширений в Екваторіальній Африці. Трапляється в Анголі, Камеруні, Центральноафриканській Республіці, Республіці Конго, ДРК, Екваторіальній Гвінеї, Габоні та Уганді. Мешкає у субтропічних або тропічних вологий низовинних лісах.

## Опис
Тіло 16-18 см завдовжки, вага — 21-26 г.